# Yamaga
Yamaga (山鹿市 Yamaga-shi?) es una ciudad en la prefectura de Kumamoto, Japón, localizada en la parte oeste de la isla de Kyūshū. El 1 de marzo de 2021 tenía una población estimada de 48 753 habitantes y una densidad de población de 163 personas por km².

## Geografía
Yamaga se encuentra en el norte de la prefectura de Kumamoto, unos 30 km al norte de la ciudad de Kumamoto y unos 90 km al sur-sureste de la ciudad de Fukuoka.  Limita con la prefectura de Fukuoka al norte y limita ligeramente con la prefectura de Ōita en el extremo oriental de la ciudad.

## Historia
La ciudad moderna fue creada el 15 de enero de 2005, cuando Yamaga absorbió los pueblos de Kahoku, Kamoto, Kaō y Kikuka (todos del distrito de Kamoto).

## Demografía
Según los datos del censo japonés, la población de Yamaga ha disminuido constantemente en los últimos 40 años.
| Gráfica de evolución demográfica de Yamaga entre 1960 y 2015 |
|                                                              |
| Oficina de Estadísticas de Japón                             |